# Pedro de Luna y Cabeza de Vaca
Pedro Martínez de Luna y Cabeza de Vaca (1379/1380 - 15 d'abril de 1414). Eclesiàstic aragonès, administrador del bisbat de Tortosa.
Fill de Juan Martínez de Luna y Jiménez de Urrea, senyor de Mediana, Illueca, Gotor, Morata de Jalón, Arándiga, Chodes, Purroy, La Purujosa, Valtorres i La Vilueña; i d'Aldara Cabeza de Vaca.
Cubiculari papal i renebot de Benet XIII, obtingué diversos beneficis: l'ardiaconat d'Alarcón, una pabordia de la catedral de València, i l'ardiaconat de Xàtiva.
El rei Martí l'Humà pretenia que ocupara el bisbat de Barcelona, però Benet XIII preferia controlar el bisbat de Tortosa, més ric; i per tant, el 26 de febrer de 1410 el Papa el nomena administrador del bisbat, però serà el papa Benet el que controlarà totalment el bisbat i les rendes, fins al punt que el nom de l'administrador no apareix en la famosa Disputa de Tortosa.
El 21 de febrer de 1411 Benet XIII el nomena capità general de l'exèrcit papal.
Mor el 15 d'abril de 1414.